# Beloiannisz
Beloiannisz (grec moderne : Μπελογιάννης) est un village et une commune du comitat de Fejér en Hongrie, fondé en 1950 par des Grecs fuyant la guerre civile dans leur pays.

## Histoire
Beloiannisz a été créé par des réfugiés communistes grecs après la fin de la guerre civile dans leur pays. Vaincus, certains ont trouvé refuge en Hongrie et ont construit ce village à 50 km au sud de Budapest. À sa création en 1950 sous le nom de Görögfalva (« le village grec » en hongrois), il accueille un millier de réfugiés grecs. En 1952, il reçoit le nom du résistant communiste Níkos Beloyánnis et compte 1850 habitants. 
Après la chute de la dictature des colonels puis du Mur de Berlin, une partie des Grecs et leurs enfants sont petit à petit retournés dans leur pays d'origine. En 2001, sur les 1 185 habitants, encore 23 % étaient d'origine grecque.
Le film grec Bon Retour au pays, camarades, parfois appelé Beloiannisz raconte l'histoire de ce village.